# Quercus acatenangensis
Quercus acatenangensis є видом дуба. Це дерево, яке поширене в горах штатів Оахака та Чьяпас на півдні Мексики, Гватемали та Сальвадору.
Quercus acatenangensis виростає від 25 до 30 метрів у висоту, діаметр стовбура досягає 1 метра. Він поширений у сосново-дубових лісах у східній частині Сьєрра-Мадре-дель-Сур, південній частині Сьєрра-Мадре-де-Оахака, нагір'ї Чіапас і Сьєрра-Мадре-де-Чьяпас на висоті від 1500 до 2900 метрів.